# U-88号潜艇 (1941年)
U-88号（德語：U 88）是纳粹德国战争海军建造的568艘VII-C型潜艇（或称U艇）之一。它由吕贝克的弗伦德尔船厂承建，于1941年8月16日下水，至同年10月15日交付使用。第二次世界大战期间，该艇曾执行过三次巡逻作战，共击沉2艘美国商船，累积总吨位为12,304吨。1942年9月12日，U-88号在斯匹次卑尔根岛西南的北冰洋遭英国驱逐舰福克诺号以深水炸弹击沉，艇内46名官兵全数阵亡。

## 设计
VII-C型是VII级潜艇的第三次、也是最有价值的改进型。它搭载了被称为“S装置”的新式主动声呐系统，为了容纳这种新设备，VII-C型的艇体尺寸有所增加，并重新设计了鞍状水舱，在其两侧各增加了一个可提供储备浮力的小型浮舱，有利于潜艇完成快速下潜。U-88号的全长为67.10米，舷宽6.20米、并有4.74米的吃水深度，水上和水下排水量分别为769吨和871吨。该艇采用双轴设计，具有两副直径为1.23米的三叶螺旋桨。在机械系统方面，VII-C型艇也得到了升级：通过艇上配备的燃油过滤系统，柴油机润滑系统的使用受命得以延长，也为不同润滑剂在艇上机械设备上混合使用留足了余地。原先前型艇用于发射鱼雷和主压载舱吹除操作的电动空气压缩机则改为容克斯的柴动压缩机，从而减小了对艇上电气系统的依赖；此外，该型艇还装配了更为现代化的电力转换系统。动力由两台曼恩生产的M6V 40/46型六缸四冲程1,400匹公制馬力（1,000千瓦特）涡轮增压柴油机用于水面运行，以及两台布朗-博韦里提供的GG UB 720/8型375匹公制馬力（280千瓦特）双作用电动发电机用于水下航行；水面最高航速17.7節（32.8每小時），水下7.6節（14.1每小時）；能够在水面以10節（19每小時）航速续航8,500海里（15,700），或以4節（7.4每小時）连续在水下航行80海里（150）而无需充电。
武器装备方面，U-88号装备有五具内置式鱼雷发射管——艇艏四具、艇艉一具。其艇艉的鱼雷发射管设计在耐压壳体内部、两片舵之间，鱼雷可以由此向外发射。在轮机舱甲板下方还配备了用于艇艉的鱼雷装填系统，耐压壳体与甲板室之间一前一后还设计有外置鱼雷贮存装置，因此U-88号可携带14枚G7型鱼雷。但不同于其它批次的C型艇，该艇不设水雷贮存及布设装置。此外，它还搭载有一门配备220发弹药的88毫米35式速射炮以及一门配备1,195发弹药20毫米30式高射炮作为甲板炮。其标准船员编制为4名军官及40－56名水兵。

## 历史
1939年1月25日，海军造舰局将第二批次的五艘VII-C型潜艇（U-88至U-92号）建造合同发包予吕贝克的弗伦德尔船厂。其中U-88号于1940年7月1日开始铺设龙骨，建造序列为292。经过逾十三个月的建造，它于1941年8月16日下水，至同年10月15日在首度担任艇长的海军上尉海诺·博曼的指挥下交付使用。与当时大多数德国U艇一样，U-88号在瞭望塔上漆有专属的艇徽：从正面看是一艘略偏左的维京船。完成海试后，该艇加入驻柯尼斯堡（1942年2月起驻但泽）的第8潜艇区舰队，先是在波罗的海进行战备训练，进而于1942年5月作为前线艇隶属驻圣纳泽尔的第7潜艇区舰队一员。从同年7月1日起，它又换编至驻卑尔根的第11潜艇区舰队继续作战，直到9月12日遭击沉。
第二次世界大战期间，U-88号曾执行过三次巡逻和三次狼群作战，共击沉2艘美国商船，累积总吨位为12,304吨。

### 作战巡逻
完成战备训练后，博曼率领U-88号于1942年4月18日07:00从基尔启程执行首次巡逻。继横渡波罗的海、在克里斯蒂安桑加油、以及在希尔克内斯补充燃料和给养后，该艇前往巴伦支海游弋。从4月29日至5月2日，它曾加入“灌木骑士狼群”，意图以集群方式袭击盟军的护航船队，但一无所获。5月2日当天，U-88号从被英国巡洋舰击沉的德国驱逐舰Z-7“赫尔曼·舍曼”号舰上救出59名船员，继而开始返航，并于5月3日05:30抵达希尔克内斯，结束了这次为期十五天、水面2,515.5海里（4,658.7）、水下60.25海里（111.58）的航行。一天后，该艇便离开希尔克内斯，经哈尔斯塔前往纳尔维克以南的斯科门峡湾，进行废气排放管的维修工作。
U-88号的第二次巡逻于6月17日09:00从斯科门峡湾出发。在纳尔维克接到命令并在哈尔斯塔补充燃料后，该艇前往扬马延岛以东的挪威海和巴伦支海游弋，至7月11日返回纳尔维克。在这次为期二十五天、水面6,079.4海里（11,259.0）、水下97.7海里（180.9）的航行中，它曾加入“冰魔狼群”（6月21日至7月11日），并取得服役生涯以来仅有的两次战功，击沉2艘美国货轮。首个受害者是来自PQ-17号护航队的卡尔顿号（Carlton），它于7月5日早上被U-88号发现并追击了三小时之久，进而遭一枚鱼雷击中，但没有引爆。10:15，第二枚鱼雷击中右舷船舯部，并进入装有5,000桶海军特种燃料油的油箱，点燃了货物。爆炸使前部锅炉舱和2号货舱的后舱壁坍塌。两艘右舷救生艇也被摧毁，3号舱口被炸飞，货舱中的面粉散落在甲板上。燃烧着的卡尔顿号不到十分钟便平稳地从船艏沉没。PQ-17号阵中的另一艘美国货轮丹尼尔·摩根号（Daniel Morgan）则是在船队解散后跟随其它4艘船前往阿尔汉格尔斯克，于7月5日多次遭到德国空军的袭击。其中傍晚来自Ju 88轟炸機的三次近距离射击导致其4号和5号货舱进水，船身向右舷倾斜。至22:52，博曼发射一枚鱼雷击中受损的丹尼尔·摩根号左舷。数分钟后，第二枚鱼雷击中轮机舱，导致该船主发动机和舵机停止运转，不久便从船艏沉没。
1942年8月25日，U-88号在博曼的指挥下离开纳尔维克执行第三次巡逻，前往挪威海游弋，从此再未归航。9月12日，该艇加入“运送者之死狼群”，意图袭击从苏格兰驶往苏联的PQ-18号护航队。然而到21:00，位居船队前端的护航驱逐舰——来自英国的福克诺号通过潜艇探索器（Asdic）锁定了U-88号，用第一波深水炸弹齐射将其摧毁。潜艇的沉没地点大致位于斯匹次卑尔根岛西南的北冰洋，即75°04′N 04°49′E / 75.067°N 4.817°E处，艇内包括博曼在内的46名官兵全数阵亡。

## 袭击历史摘要
| 日期         | 船名          | 船籍 | 吨位  | 结局 |
| ------------ | ------------- | ---- | ----- | ---- |
| 1942年7月5日 | 卡尔顿号      | 美国 | 5,127 | 击沉 |
| 1942年7月5日 | 丹尼尔·摩根号 | 美国 | 7,177 | 击沉 |

## 脚注
1. ↑  威廉生，第11頁.
2. ↑  加洛普，第74頁.
3. 1 2  Gröner 1991，第43–46頁.
4. ↑  加洛普，第72頁.
5. ↑  Helgason, Guðmundur. . German U-boats of WWII - uboat.net.   [2024-11-08]. （原始内容存档于2024-12-14）.
6. 1 2 3  . U-Boot-Archiv Wiki.   [2024-11-08]. （原始内容存档于2024-12-14）.
7. 1 2  Helgason, Guðmundur. . uboat.net.   [2024-11-08]. （原始内容存档于2024-12-14）.
8. 1 2  Helgason, Guðmundur. . German U-boats of WWII - uboat.net.   [2024-11-08]. （原始内容存档于2020-10-28）.
9. ↑  Helgason, Guðmundur. . German U-boats of WWII - uboat.net.   [2024-11-08]. （原始内容存档于2024-12-14）.
10. ↑  Helgason, Guðmundur. . German U-boats of WWII - uboat.net.   [2024-11-08]. （原始内容存档于2024-12-16）.
11. ↑  Roskill，第282–283頁.